# Список богомолів Південно-Африканської Республіки
У фауні Південно-Африканської Республіки відомо близько 200 видів богомолів, що належать до 11 родин. Утім кількість видів може бути значно більша, оскільки територія країни є погано дослідженою.

## Список видів

### Amorphoscelidae
- Amorphoscelis tuberculata  Roy, 1963 Мпумаланга, Лімпопо
- Amorphoscelis austrogermanica Werner, 1928 Квазулу-Наталь; Намібія, Східна Африка

### Dactylopterygidae
- Zouza radiosa (Giglio-Tos 1907) Квазулу-Натал, Трансвааль, до Мозамбіка, Зімбабве, Ботсвани та Намібії

### Chroicopteridae
- Dystacta alticeps (Schaum 1853) Гаутенг, Північна провінція; Есватіні, до Мозамбіка, Зімбабве, Ботсвани, Намібії, Замбії, ДР Конго, Східної Африки
- Pseudodystacta braueri (Karny 1908) Намібія
- Chroicoptera longa Giglio-Tos 1915 Південна Африка
- Chroicoptera saussurei (Giglio-Tos 1915) Східнокапська провінція, Фрі-Стейт, Квазулу-Наталь, Гаутенг; Лесото
- Chroicoptera vidua  (Stål 1856) Південна Африка, Намібія
- Entelloptera rogenhoferi rogenhoferi (Saussure 1872) Квазулу-Наталь, Мпумаланга, Північна Провінція; Зімбабве та Східна Африка
- Entelloptera rogenhoferi maesta (Rehn 1927) Гаутенг, Північнозахідна провінція
- Entella delalandi  (Stål 1856) Східнокапська провінція, Західнокапська провінція, Квазулу-Натал; до Малаві
- Entella exilis (Giglio-Tos 1915) Капська провінція
- Entella natalica Beier 1955 Квазулу-Натал
- Entella nebulosa (Serville 1839) Капська провінція
- Entella orientalis (Giglio-Tos 1915) Північнозахідна провінція; до Мозамбіка та Танзанії
- Entella pusilla Beier 1953 Трансвааль
- Entella rudebecki Beier 1955Лесото
- Entella taborana (Giglio-Tos 1915) Квазулу-Натал
- Entella transvaalica  Beier 1955 Квазулу-Натал, Мпумаланга, Північна Провінція; Зімбабве
- Entella (Euentella) gaerdesi  Kaltenbach 1996 Намібія, Ангола
- Namamantis nigropunctata Kaltenbach 1996 Капська провінція
- Namamantis cruciata (Beier 1953) Капська провінція
- Ligentella beieri Kaltenbach 1996Намібія
- Ligaria aberrans (Karny 1908)Намібія, Ботсвана, Зімбабве
- Ligaria dentata (Giglio-Tos 1915)Намібія
- Ligaria affinis Kaltenbach 1996Північна провінція; Ботсвана, Зімбабве, Мозамбік
- Ligaria brevicollis brevicollis Stål 1877 Північнозахідна та Північна провінції; до Мозамбіка, Зімбабве, можливо Замбії
- Ligaria inexpectata Kaltenbach 1996 Намібія, Зімбабве
- Ligaria quadrinotata  Stål 1877 Північнозахідна та Північна провінції; Лесото, Зімбабве, можливо Східна Африка
- Ligariella bicornuta Kaltenbach 1996 Намібія
- Ligariella trigonalis (Saussure 1899) Західнокапська, Східнокапська, Північнокапська та Північнозахідна провінції, Фрі-Стейт; до Ботсвани, Намібії.
- Rogermantis royi  Kaltenbach 1996 Північна провінція
- Rogermantis natalensis Kaltenbach 1996 Квазулу-Наталь
- Bolbella affinis Kaltenbach 1996 Квазулу-Наталь
- Bolbella punctigera (Stål 1871) Капська провінція, Квазулу-Наталь; до Мозамбіка та Зімбабве
- Bolbella rhodesiaca Beier 1930 Трансвааль; Зімбабве
- Gonypetella atrocephala Beier 1930 Трансвааль
- Gonypetella australis Giglio-Tos Намібія
- Gonypetella deletrix Rehn 1927 Північна провінція; Намібія, можливо Зімбабве
- Gonypetella kilimandjarica Sjostedt 1909 Ботсвана, Зімбабве, Замбія, Ангола, ДР Конго, Східна Африка
- Dystactella grisea (Giglio-Tos 1915) Мозамбік
- Carvilia gracilis Kaltenbach 1996 Північнокапська провінція
- Carvilia saussurii Stål 1876 Намібія
- Geothespis australis  Giglio-Tos 1916 Капська провінція, Намібія

### Toxoderidae
- Heterochaeta occidentalis Beier 1963 Північнокапська провінція; Намібія, Ботсвана
- Heterochaeta reticulata Roy 1976 Зімбабве, ДР Конго, Танзанія
- Calamothespis lineatipennis Werner 1923 Намібія
- Calamothespis oxyops Rehn 1927 Трансвааль
- Oxyothespis meridionalis Kaltenbach 1996 Ботсвана, Ангола, ДР Конго
- Compsothespis anomala Saussure 1872 Капська провінція, Гаутенг, Мпумаланга; до Зімбабве та Замбії
- Compsothespis cinnabarina  Beier 1973 Квазулу-Наталь, Південнозахідна провінція
- Compsothespis kilwana Giglio-Tos 1913 Квазулу-Наталь, Трансвааль; до Східної Африки
- Compsothespis michaelseni  Werner 1923 Намібія
- Compsothespis natalica Westwood 1889 Квазулу-Наталь

### Deroplatyidae
- Danuria thunbergi Stål 1856 Квазулу-Натал and Northern Province, to Mozambique, Zimbabwe, Намібія, Democratic Republic of Congo, Malawi and East Africa.
- Danuria (Danuroides) kilimandjarica  Sjostedt 1909 Зімбабве, Замбія, ДР Конго, Східна Африка
- Popa undata (Fabricius 1793) Східнокапська, Західнокапська та Північна провінції; до Східної Африки, ДР Конго та Західної Африки
- Agrionopsis distanti (F. Kirby 1899) Квазулу-Натал, Замбія, ДР Конго, Східна Африка
- Stenopyga rhodesiaca  Beier 1973 Зімбабве

### Mantidae
- Polyspilota aeruginosa (Goeze 1778) Квазулу-Натал, Гаутенг, Мпумаланга; до субсахарської Африки та Мадагаскару
- Polyspilota caffra Westwood 1889 Гаутенг; до Зімбабве
- Polyspilota magna Giglio-Tos 1911 Капська провінція
- Tenodera superstitiosa Fabricius 1781 Тропічна Африка
- Bisanthe lagrecai Kaltenbach 1996 Гаутенг, Мпумаланга, Північна провінція; до Зімбабве
- Bisanthe menyharthi menyharthi (Brancsik 1895) Мозамбік та Замбія
- Bisanthe menyharthi raggei Kaltenbach 1994 Зімбабве, Ботсвана
- Bisanthe pulchripennis (Stål 1875) Гаутенг, Північна провінція; до Ботсвани та Намібії
- Paramantis natalensis (Stål 1856) уся територія ПАР; до Центральної та Східної Африки
- Paramantis prasina (Serville 1839) уся територія ПАР; до екваторіальної Африки, на Коморах і Маврикії
- Paramantis sacra (Thunberg 1815) уся територія ПАР
- Epitenodera capitata (Saussure 1869) Квазулу-Натал, Гаутенг; до Зімбабве, Анголи, ДР Конго, Східної Африки
- Epitenodera capitata ibana (Giglio-Tos 1912) Трансвааль; до Мозамбіка
- Rnomboderella scutata (I. Bolivar 1889) Зімбабве, Ангола, ДР Конго
- Sphodromantis gastrica (Stål 1858) Фрі-Стейт, Квазулу-Натал, Гаутенг, Мпумаланга, Північно-Західна та Північнокапська провінції; до Намібії, Ботсвани, Замбії, Зімбабве, ДР Конго та Східної Африки
- Mantis religiosa Linnaeus 1758 Фрі-Стейт, Квазулу-Натал, Гаутенг, Північно-Західна та Східнокапська провінції; по всій Африці, також південь Палеарктики
- Omomantis zebrata  (Stål 1858) Гаутенг, Східнокапська провінція; до Ботсвани, Зімбабве, Мозамбіка, Анголи, Малаві та Східної Африки

### Miomantidae
- Parasphendale costalis (Kirby 1904) Трансвааль; до Східної Африки
- Parasphendale stali Sjostedt 1930 Зімбабве, ДР Конго, Східна Африка
- Cilnia chopardi Werner 1927 Квазулу-Натал; до Мозамбіка, Ботсвани та Намібії
- Cilnia humeralis humeralis (Saussure 1871) Гаутенг, Мпумаланга, Північна, Північно-Західна та Північнокапська провінції; до екваторіальної Африки
- Neocilnia gracilis Beier 1930 Капська провінція
- Taumantis globiceps Beier 1969 Зімбабве, Малаві
- Miomantis acuticeps Beier 1969 Зімбабве, Ангола
- Miomantis aequalis (Rehn 1903) Квазулу-Натал
- Miomantis binotata Beier 1930 можливо, Натал; до екваторіальної Африки
- Miomantis brevipennis Saussure 1872 уся ПАР; до центральної та Східної Африки
- Miomantis caffra Beier 1969 Західнокапська та Східнокапська провінції, Квазулу-Натал, Мпумаланга, Гаутенг, Північнозахідна та Північна провінції; Есватіні
- Miomantis coxalis Saussure 1898 Західнокапська та Східнокапська провінції, Квазулу-Натал, Північна провінція; Лесото, до Мозамбіка, Намібії та Анголи
- Miomantis exilis (Giglio-Tos 1911)Західнокапська та Східнокапська провінції, Фрі-Стейт, Гаутенг, Північна провінція; до Ботсвани, Намібії та Анголи
- Miomantis fenestrata (Fabricius 1781) Північнокапська та Північно-Західна провінції; до Намібії
- Miomantis helenae (Giglio-Tos 1914) Мпумаланга, Північнозахідна та Північна провінції; до Зімбабве, ДР Конго, Малаві та Східної Африки
- Miomantis lacualis (Giglio-Tos 1911) можливо в ПАР; до Малаві, Мозамбіка, Східної Африки
- Miomantis minuta (Giglio-Tos 1911) Капська провінція
- Miomantis moerana (Giglio-Tos 1917) Трансвааль; до центральної Африки
- Miomantis monacha (Fabricius 1787) Капська провінція, Квазулу-Наталь, Трансвааль; до Мозамбіка
- Miomantis natalica  Beier 1930 Квазулу-Наталь, Північна провінція; до Намібії та Зімбабве
- Miomantis paykullii Stål 1871 Південна Африка, екваторіальна Африка, Маврикій
- Miomantis prasina (Burmeister 1838) Капська та Північна провінції; до ДР Конго
- Miomantis quadripunctata Saussure 1898 Western Cape, Eastern Cape, KwaZulu-Natal and Northern Province, to Намібія, Zimbabwe, Mozambique and East Africa.
- Miomantis saussurei Schulthess-Rechberg 1899 Квазулу-Наталь; до Східної Африки
- Miomantis semialata Saussure 1872 Квазулу-Наталь, Трансвааль, Східнокапська та Західнокапська провінції; Есватіні, до Зімбабве та можливо Намібії
- Miomantis saussurei Schulthess-Rechberg 1899 Квазулу-Наталь; до Східної Африки
- Solygia sulcatifrons (Serville 1839) уся ПАР; Південна та Тропічна Африка

### Rivetinidae
- Ischnomantis fatiloqua (Stål 1856) Квазулу-Наталь, Гаутенг, Капська та Північна Провінції; до Намібії, Зімбабве, Анголи та ДР Конго

### Empusidae

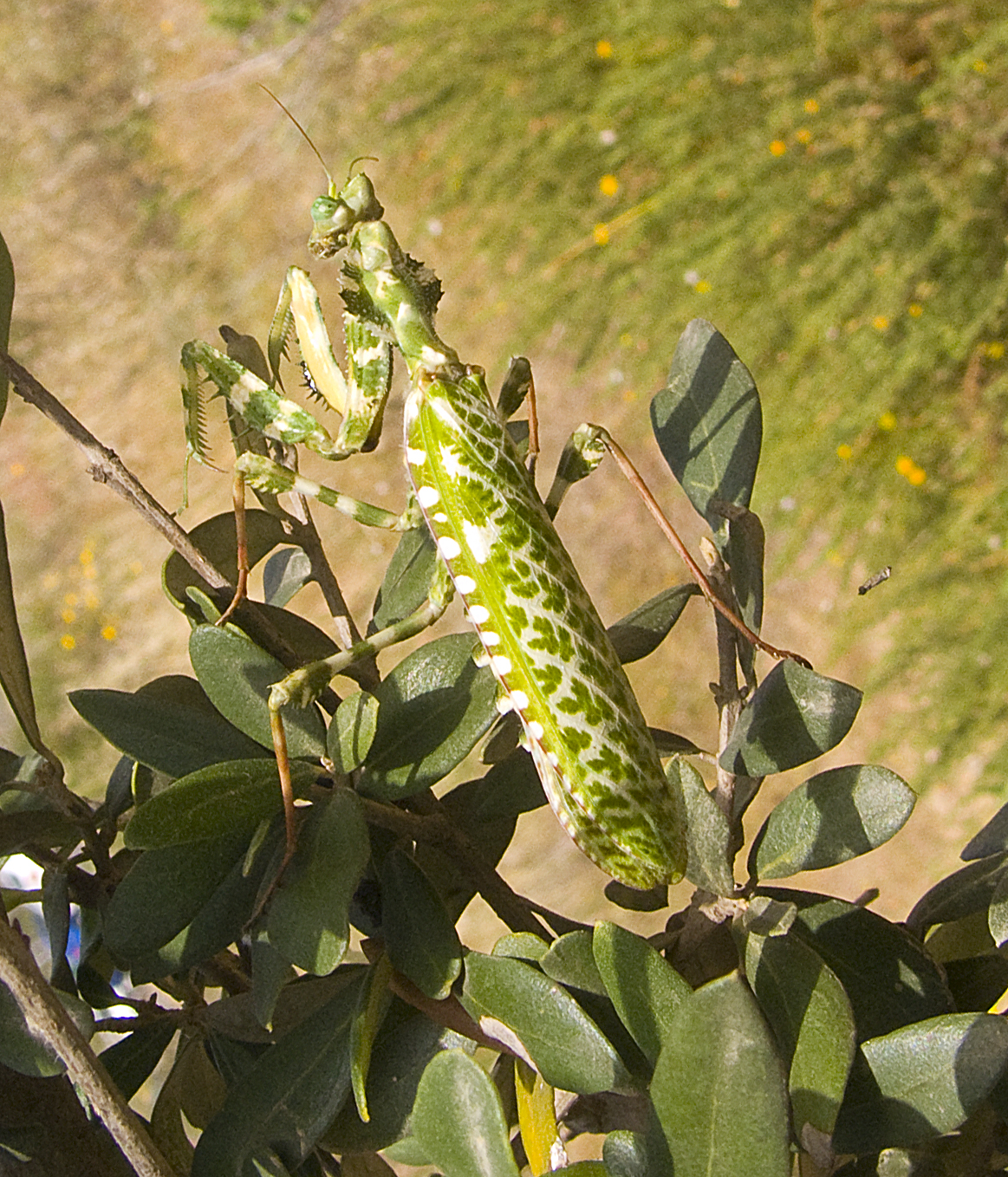
Blepharopsis mendica

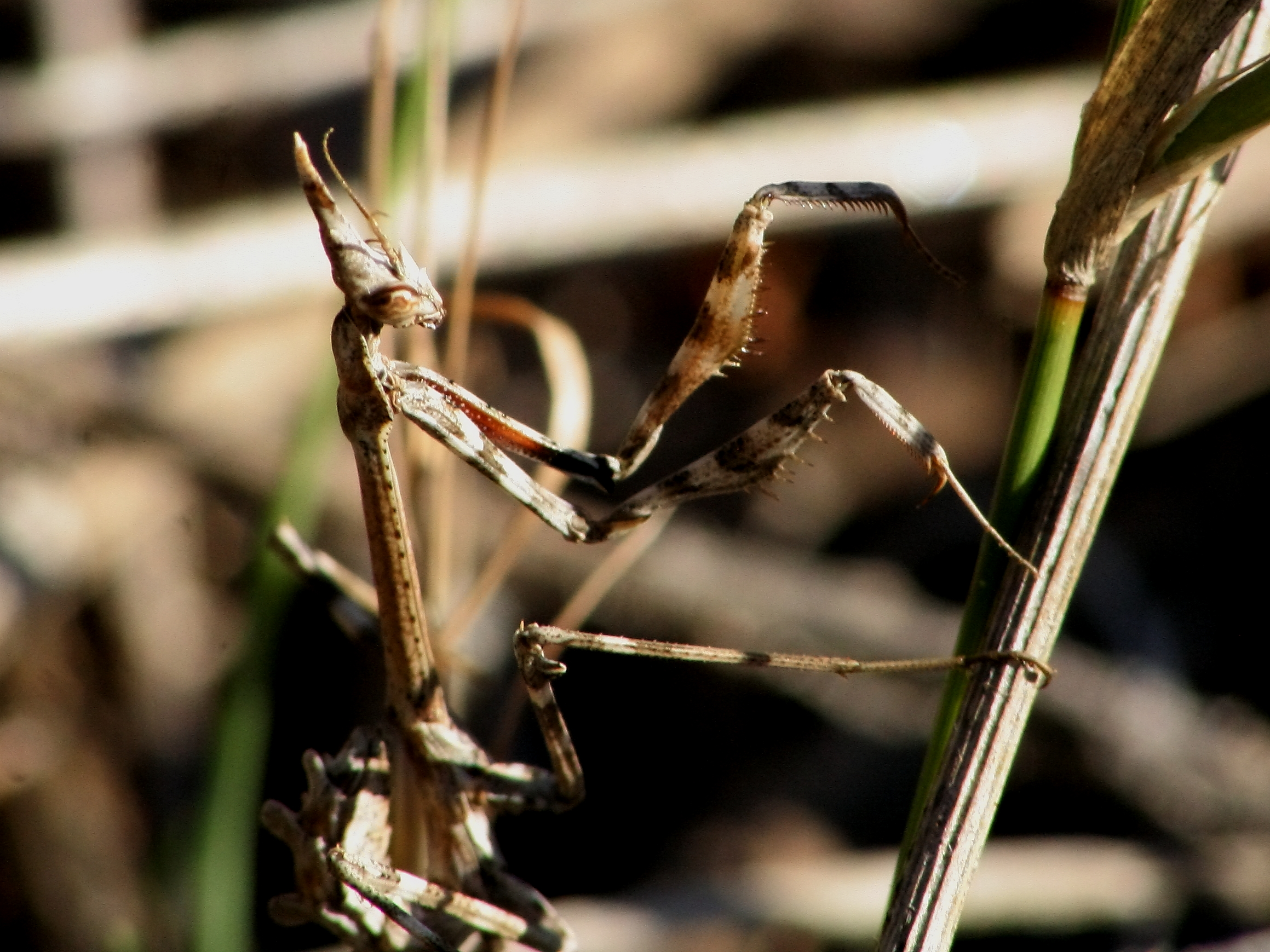
Empusa pennata

- Idolomorpha dentifrons Saussure & Zehntner 1895 E
- Empusa fronticornis Stoll, 1813 Південна Африка, Східна Африка
- Empusa guttula Thunberg, 1815 Гаутенг, вся Африка
- Hemiempusa capensis Burmeister, 1838 Західнокапська провінція, Тропічна Африка

### Nanomantidae
- Bolbena minutissima (Karny, 1908) Західнокапська та Північнокапська провінції

### Eremiaphilidae
- Antistia maculipennis Stål 1876 Капська, Північно-західна та Північна провінції; Намібія.
- Antistia parva Beier 1953 Капська провінція; Намібія
- Antistia robusta Kaltenbach 1996 Північна провінція
- Antistia vicina Kaltenbach 1996 Західнокапська провінція, Намібія
- Ariusia conspersa Stål, 1877 Квазулу-Наталь; Намібія, Ангола, Зімбабве
- Tarachodes beieri Kaltenbach 1996 Північна провінція, Зімбабве
- Tarachodes bicornis  Giglio-Tos 1911 Намібія
- Tarachodes insidiator Wood-Mason 1882 ПАР, Мозамбік, ДРК, Ангола
- Tarachodes lucubrans  Burchell 1822 Західнокапська та Північнокапська провінції; до Намібії, Анголи
- Tarachodes maurus Stål 1856 South Africa, to Намібія, Angola and East Africa.
- Tarachodes namibiensis Kaltenbach 1996 Намібія
- Tarachodes okahandyanus Giglio-Tos 1911 Намібія
- Tarachodes sanctus Saussure 1871 KwaZulu-Natal, Mpumalanga, Gauteng, Northern Province, Northwestern Province and Northern Cape, to Mozambique, Zimbabwe, Zambia and Democratic Republic of Congo.
- Tarachodes natalensis Kaltenbach 1996 Квазулу-Наталь
- Tarachodes bispinosus Kaltenbach 1996 Намібія
- Tarachodes dives (Saussure 1869) Намібія та Ангола
- Galepsus capitatus (Saussure 1869) Квазулу-Наталь, Північна провінція, Зімбабве, Мозамбік
- Galepsus meridionalis Saussure 1872 Квазулу-Наталь, Зімбабве, Замбія
- Galepsus rhodesicus Beier 1954 Трансвааль, Зімбабве, Замбія
- Galepsus transvaalensis  Beier 1954 Північнокапська провінція, Гаунтенг, Північна провінція
- Galepsus capensis Beier 1930 Капська провінція
- Galepsus damaranus Giglio-Tos 1911 Northern Province, to Намібія, Botswana, Zimbabwe, ?Angola and ?Democratic Republic of Congo
- Galepsus femoratus Giglio-Tos 1911 Намібія, Ботсвана
- Galepsus focki Werner 1923 Намібія
- Galepsus ulricae Kaltenbach 1996 Намібія
- Galepsus letabaensis Kaltenbach 1996 Північна провінція
- Galepsus intermedius Werner 1907 Північна провінція до Мозамбіку та Зимбабве
- Galepsus pentheri Giglio-Tos 1911 Північна провінція
- Galepsus beieri Kaltenbach 1996 Квазулу-Натал
- Galepsus bipunctatus Beier 1931 Північна провінція до Мозамбіку та Східної Африки
- Galepsus brincki Beier 1955 Намібія
- Galepsus lenticularis (Saussure 1872) Фрі-Стейт, Квазулу-Натал, Мпумаланга, Гаутенг, Північнозахідна та Північна провінції, до Ботсвани
- Nothgalepsus planivertex  (Beier 1953) Намібія, Зімбабве, Мозамбік, Малаві
- Episcopomantis chalybea (Burmeister 1838) Фрі-Стейт, Гаутенг, Північна провінція, до Східної Африки
- Pyrgomantis nasuta  Thunberg 1784 Капська провінція, Квазулу-Натал, до Намібії та Анголи
- Pyrgomantis rhodesica  Giglio-Tos 1917 Фрі-Стейт, Гаутенг, Північна провінція, до Зімбабве, Ботсвани й, можливо, Намібії
- Pyrgomantis simillima simillima Beier 1954 від Північної провінції до Зімбабве